# Miroslav Kokojan
Miroslav Kokojan (* 16. Juni 1946) ist ein tschechischer Badmintonspieler.

## Karriere
Miroslav Kokojan wurde 1972 erstmals nationaler Meister in der Tschechoslowakei. Drei weitere Titelgewinne folgten bis 1977. In der DDR belegte er in der Saison 1975/1976 beim Internationalen Werner-Seelenbinder-Gedenkturnier Rang drei im Einzel und Rang zwei im Doppel.

## Sportliche Erfolge
| Saison    | Veranstaltung                                          | Disziplin    | Platz | Name                               |
| --------- | ------------------------------------------------------ | ------------ | ----- | ---------------------------------- |
| 1972      | Tschechoslowakische Einzelmeisterschaften              | Herreneinzel | 1     | Miroslav Kokojan                   |
| 1974/1975 | DDR: Internationales Werner-Seelenbinder-Gedenkturnier | Herrendoppel | 5     | Miroslav Kokojan / Harald Richter  |
| 1975      | Tschechoslowakische Einzelmeisterschaften              | Herreneinzel | 1     | Miroslav Kokojan                   |
| 1975/1976 | DDR: Internationales Werner-Seelenbinder-Gedenkturnier | Herrendoppel | 2     | Ladislav Šrámek / Miroslav Kokojan |
| 1975/1976 | DDR: Internationales Werner-Seelenbinder-Gedenkturnier | Herreneinzel | 3     | Miroslav Kokojan                   |
| 1976      | Tschechoslowakische Einzelmeisterschaften              | Herrendoppel | 1     | Miroslav Kokojan / Karel Lakomý    |
| 1977      | Tschechoslowakische Einzelmeisterschaften              | Herreneinzel | 1     | Miroslav Kokojan                   |